# Meligethes nigrescens
Meligethes nigrescens är en skalbaggsart som beskrevs av Stephens 1830. Meligethes nigrescens ingår i släktet Meligethes, och familjen glansbaggar. Arten är reproducerande i Sverige.